# Friedrich Albert von Schwerin

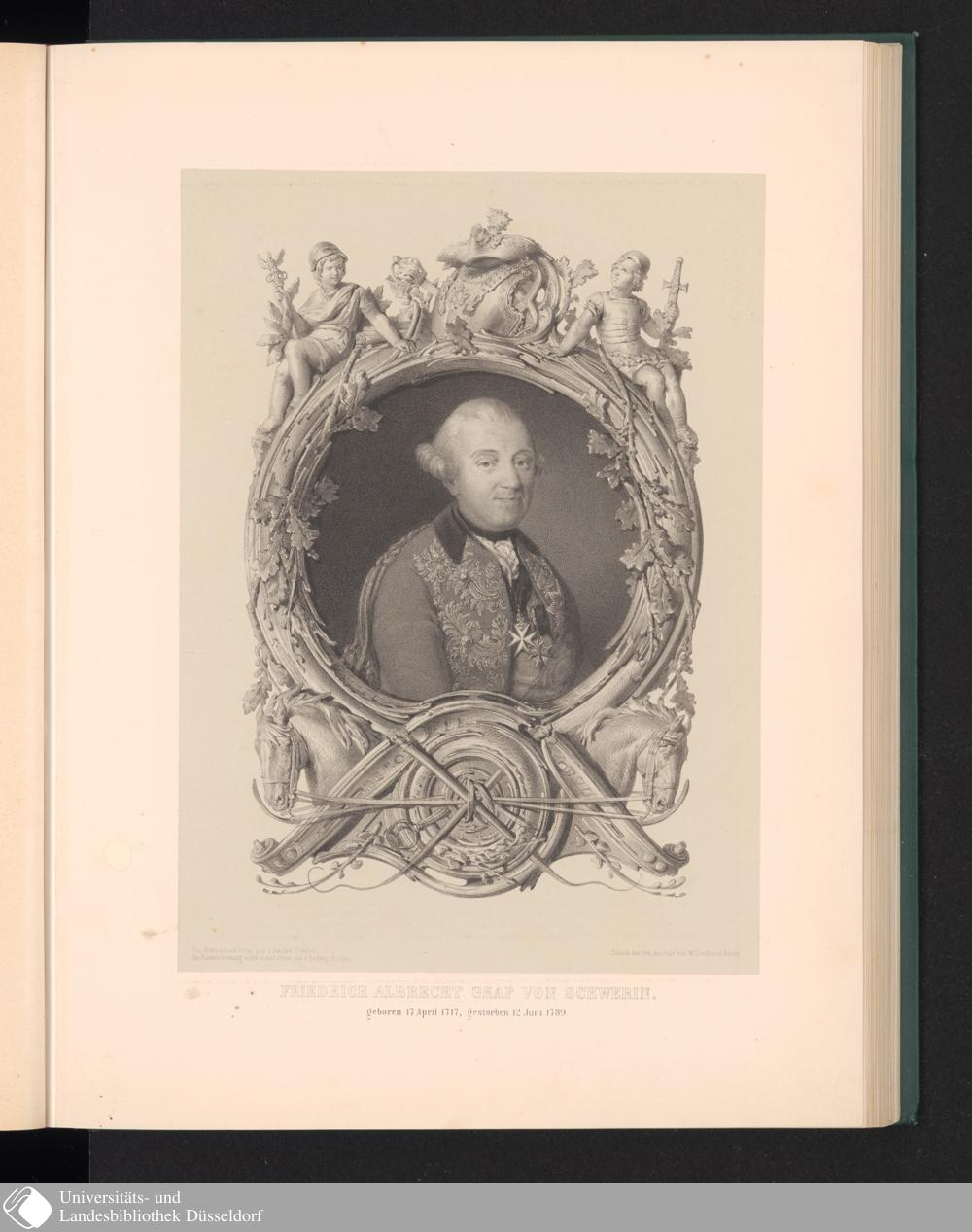
Friedrich Albert Graf von Schwerin (1717–1789)

Friedrich Albert Graf von Schwerin (* 7. April 1717 in Berlin; † 12. Juni 1789 in Karlsruhe) war ein preußischer Generalmajor, Oberstallmeister und Geheimer Etatsminister.

## Familie
Friedrich Albert Graf von Schwerin entstammte dem namhaften Adelsgeschlecht der von Schwerin aus Pommern. Seine Eltern waren der königlich preußische Staats- und Kriegsminister und Oberstallmeister Friedrich Bogislaw von Schwerin (* 30. August 1674; † 1. Oktober 1747) und Helene Dorothea von Kanitz (* 13. Juli 1668; † 3. Februar 1760), sie war die Tochter des Generalmajors Christoph Albrecht von Kanitz. Der erst fünfjährige Kronprinz war einer seiner Taufpaten.
1762 vermählte sich Schwerin mit Gräfin Henriette Wilhelmine Juliane (1738–1781), Tochter des preußischen Landrats und Grafen Heinrich Friedrich von Logau und Altendorff. Nach dem Tod seiner ersten Ehefrau ging er eine zweite Ehe mit Freiin Friederike Sophie Elisabeth von Maltzahn (1740–1814) ein. Aus erster Ehe sind mit Friedrich Karl Bogislav von Schwerin (1763–1763), Elisabeth Luise Henriette Auguste Sophie (1765–1767) und Wilhelm Ludwig Leopold Carl Albrecht (1767–1767) drei Kinder hervorgegangen.

## Leben
Schwerin immatrikulierte sich 1735 zunächst an der Universität Halle, bevor er wenige Monate später als überzähliger Kornett im Kürassierregiment Nr. 2, „Prinz von Preußen“ seinen Militärdienst in der preußischen Armee aufnahm. 1739 avancierte er zum Leutnant. Er nahm mit dem Regiment an den Schlesischen Kriegen teil. In der Schlacht bei Chotusitz durchbrach das Regiment gleich zwei Treffen. Die dabei erbeuteten Fahnen und Gefangenen wurden von Schwerin zum König geführt.
Am 23. März 1745 wechselte Schwerin zum Kürassierregiment Nr. 10 Gens d’armes, avancierte erst zum Rittmeister und erhielt sogleich eine eigene Kompanie. Damit kämpfte er bei Hohenfriedberg und bei Soor. Noch 1745 wurde er Major. In dieser Stellung nahm er am Siebenjährigen Krieg teil und war von 1760 bis 1768 Chef und Kommandeur der Gens d’armes. Er bewährte sich bei Lobositz, wo er das Regiment führte, da die anderen Offizieren gefallen oder verwundet worden waren. Zudem konnten zwei Standarten erobert werden. Ferner kämpfte er in Prag und Roßbach, wo er leicht verwundet wurde. Für Roßbach erhielt er den Pour le Mérite und wurde mit Patent vom 5. Oktober 1757 Oberstleutnant (obwohl noch 20 Majore vor ihm standen). Bei Zorndorf konnte das Regiment 7 Fahnen und 14 Kanonen erbeuten. Er kämpfte bei Hochkirch und wurde noch 1758 Oberst. 1760 erhielt er das Kommando über eine Brigade des Generals Lentulus (seines Schwagers). Diese Brigade bestand aus den Gensdarmes und der Garde du Corps. Damit kämpfte er erfolgreich in der Schlacht bei Liegnitz. Anschließend wurde die Brigade um das Regiment Leibkarabiener ergänzt. Nach der Schlacht bei Torgau geriet er bei einem Erkundungsritt in Gefangenschaft der Österreicher, konnte jedoch bereits 1761 freikommen. 1762 wurde Schwerin in den erblichen preußischen Grafenstand gehoben, 1764 erfolgte die Ernennung zum Generalmajor und 1768 nahm er seinen Abschied und erhielt Versorgung. Im Jahre 1772 lehnte Schwerin das Angebot, den königlichen Marstall in Potsdam zu leiten, ab, wurde aber 1775 zum Oberstallmeister ernannt. Einer Stellung die bereits sein Vater innehatte. 1776 wurde ihm das Prädikat Exzellenz verliehen und 1782 wurde er zum Staatsminister mit Sitz und Stimme im Staatsrat ernannt. 1786 wurde Schwerin mit dem Schwarzen Adlerorden geehrt und noch 1789 wurde er Komtur des Johanniter-Ordens in Lietzen. In der dortigen Komtureikirche befand sich einst auch ein Bild mit Inschrift von ihm.